# 1852 Carpenter
1852 Carpenter este un asteroid din centura principală, descoperit pe 1 aprilie 1955.